# لهجة يهودية ليبية
العربية الطرابلسية اليهودية (المعروفة أيضًا باسم العربية الطرابلسية اليهودية، العربية الطرابلسية اليهودية الليبية، طرابلسية، يودي) هي مجموعة متنوعة من اللغة العربية يتحدث بها اليهود الذين كانوا يعيشون سابقًا في ليبيا.

## يهود طرابلس
يهود طرابلس: هي اللهجة المحكية في طرابلس وإقليمها، حيث أن لهجة يهود ليبيا تشبه تماما للهجة التونسية مع مفردات جزائرية وذلك لانغلاقهم وخصوصيتهم المفرطة حتى أنهم حافظوا على لهجتهم الأم التي هي أصلا لهجة مسلمي الأندلس في أواخر الدولة الأموية.

## يهودبنغازى
يهود بنغازى: تتشابه لهجتهم مع لهجة المسلمين العرب حتى أنه بالكاد يمكن تفريزهم عن المواطنين المسلمين.

## يهودالبدو
يهود البدو: هم الذين كانوا يعيشون في منطقة الجبل الأخضر حيث كانوا يتحدثون اللهجة البدوية القح كما ورد في بعض النصوص الشعرية للشاعر اليهودى كلميتنى أربيب الملقب بوحليقة وهو من يهود المرج وأشعار أصبحت مدرسة إلى عصرنا هذا مثل اللون العكنسي أو الكلام الذي ينتهى بكنسي حتى توازن ساجدة الزوام الجملة الشعرية.